# Orchestina setosa
Orchestina setosa är en spindelart som beskrevs av Raymond Comte de Dalmas 1916. Orchestina setosa ingår i släktet Orchestina och familjen dansspindlar. Inga underarter finns listade i Catalogue of Life.